# تالیوم

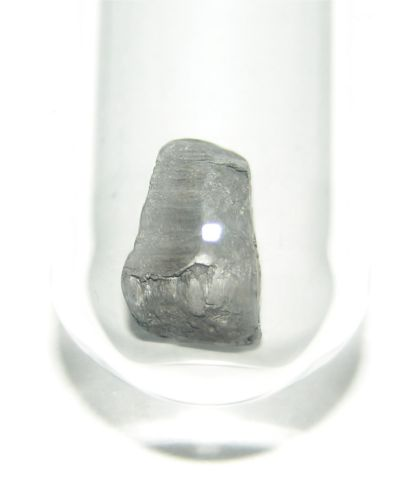
۱ گرم تالیُم

تالیوم (Thallium) از عنصرهای شیمیایی جدول تناوبی است. نماد شیمیایی آن Tl و عدد اتمی آن ۸۱ است. این فلز ضعیف نرم خاکستری رنگ چکش‌خوار به‌شکل قلع است ولی در مجاورت هوا رنگ خود را از دست می‌دهد. تالیُم بسیار سمی بوده و در ساخت مرگ موش و حشره‌کش‌ها مورد استفاده قرار می‌گیرد؛ ولی نظر به آن‌که موجب سرطان نیز می‌گردد، (اگرچه ئی‌پی‌آی آن را به‌عنوان مادهٔ سرطان‌زا طبقه‌بندی نکرده است) این موارد استفاده در بسیاری از کشورها ممنوع اعلام شده است. کاربرد دیگر این ماده در حسگرهای فروسرخ است. از این ماده حتی در موارد جنایت نیز استفاده می‌کنند و حتی نام «پودر وراثت» را در کنار آرسنیک به‌خود اختصاص داده است.

## ویژگی‌ها
این فلز بسیار نرم و چکش‌خوار است و به‌راحتی با چاقو بریده می‌شود. تالیُم یک درخشندگی فلزی دارد. اما به‌محض قرار گرفتن در مجاورت هوا برای اولین بار، بلافاصله کدر شده و رنگی آبی-خاکستری به‌خود می‌گیرد که شبیه به رنگ سرب است. (این فلز را با قرار دادن در روغن از این فرایند حفظ می‌نمایند). در صورت باقی ماندن تالیُم در هوای آزاد، یک لایهٔ ضخیم اکسید روی آن را می‌پوشاند. در صورت وجود آب، هیدرواکسید تالیُم شکل خواهد گرفت.

## موارد استفاده
در گذشته، سولفات بدون بو و بدون مزه تالیُم را به‌طور گسترده در ساخت مرگ موش و کشنده‌های مورچه به‌کار می‌بردند. این موارد استفاده در حال حاضر در ایالات متحده و بسیاری از کشورهای دیگر به دلیل نگرانی‌های ایمنی ممنوع اعلام گردیده است. موارد دیگر استفاده:
- سولفات تالیُم رسانای الکتریکی در صورت قرار گرفتن در معرض پرتوی فروسرخ تغییر خاصیت می‌دهد. بر این اساس، این ترکیب برای استفاده در فتوسل‌ها مناسب می‌گردد.
- کریستال‌های بروماید-آیوناید تالیُم را برای ساخت مواد اپتیکی فروسرخ، به‌کار می‌برند.
- اکسید تالیُم را در تولید شیشههایی که خاصیت بالای شاخص انکساری دارند، به‌کار می‌برند.
- استفاده در مواد نیم‌رسانای رکتیفایرهای سلنیم.
- در تجهیزات تشخیص پرتو گاما
- مایعات بسیار غلیظ مورد استفاده در روش جداسازی مواد معدنی از طریق ته‌نشین شدن
- مورد استفاده در درمان قارچ‌های پوستی و دیگر موارد حساسیت پوست. به‌هر حال در این استعمال، میزان ماده محدود و در حد بین سمی بودن و قابلیت درمان داشتن است.
- تالیُم – ۲۰۱ رادیواکتیو برای مقاصد تشخیصی در داروهای هسته‌ای خصوصاً تست استرس برای لایه‌بندی ریسک در بیماران دارای بیماری تصلب شرایین به‌کار می‌رود.
- تالیُم در ترکیب با سولفور یا سلنیم و آرسنیک برای ساخت شیشه‌های تراکم بالا به‌کار می‌رود که دارای نقطهٔ ذوب در حدود ۱۲۵ تا ۱۵۰ درجهٔ سانتی‌گراد هستند. این شیشه‌ها دارای خواص دمایی محل زندگی بوده و شبیه شیشه‌های معمولی هستند ولی دارای عمر بیشتر، عدم حل در آب و خاصیت یکتای نمای انکساری هستند.
- ملغمهٔ تالیُم در ساخت دماسنج‌های مخصوص دمای پایین کاربرد دارد، زیرا این فلز در دمای منفی ۵۸ درجهٔ سانتی‌گراد منجمد می‌شود. (جیوهٔ خالص در دمای منفی ۳۸ درجهٔ سانتی‌گراد منجمد می‌شود).

در کل تحقیقاتی در خصوص تالیُم در جریان است که بتوان یک مادهٔ ابررسانا را برای استفاده در لوازمی مانند تصویربرداری رزونانس مغناطیسی، ذخیره‌سازی انرژی مغناطیسی، پیش‌رانش مغناطیسی و تولید برق و انتقال آن، تولید نمایند.

## تاریخچه
تالیُم (یونانی) (θαλλός، «تالوس»، به معنای «جوانه یا شاخهٔ کوچک سبز») در سال ۱۸۶۱ توسط سر ویلیام کروکز در انگلستان درحالی‌که او در زمینهٔ ساخت لوازم بینایی‌سنجی برای تلوریم بروی پس‌مانده‌های کارخانهٔ اسید سولفوریک کار می‌کرد، کشف شد. این نام از انوار متصاعد طیف روشنی سبز رنگ تالیُم گرفته شده است. در سال ۱۸۶۲ کروکز و کلود-آگوسته لامی این فلز را به‌طور مستقل از همدیگر عایق می‌نمودند.

## پیدایش

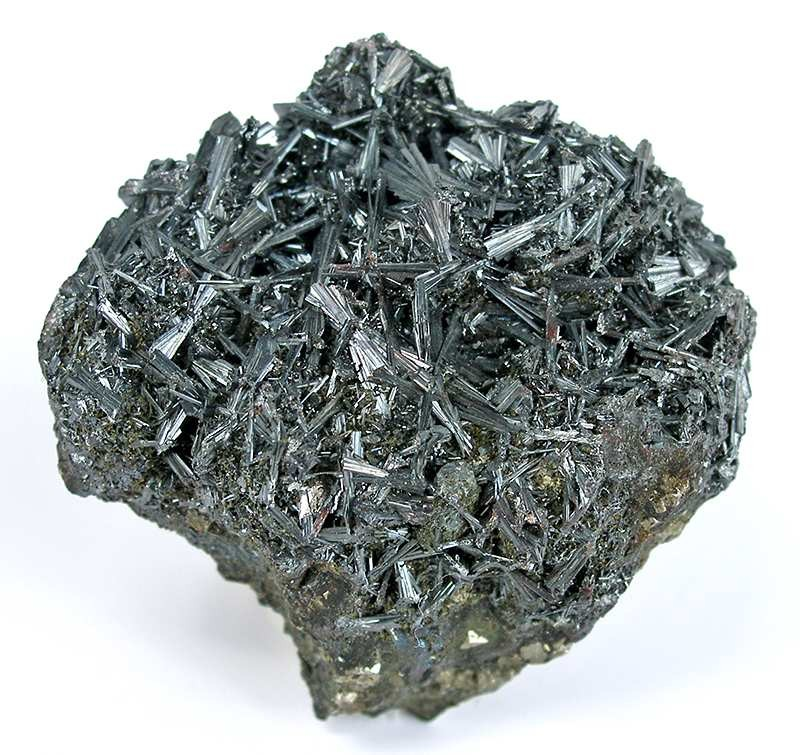
یکی از غنی‌ترین گونه‌ها از سولفوسالت تالیم

اگرچه این فلز به میزان منطقی در بداخم زمین و با تراکم تخمینی حدود ۷٫۰ میلی‌گرم / کیلوگرم وجود دارد، این فلز اکثراً در ترکیبات مواد معدنی پتاسیم در خاک رس، خاک و سنگ‌های گرانیت موجود است؛ و در واقع، این فرم‌ها معمولاً مقادیر تجاری را ارائه نمی‌دهند. منبع تجاری اصلی تالیُم از مقادیر موجود در فلزات مس، سرب، روی و دیگر کانه‌های سولفاید می‌باشد.
تالیُم در مواد معدنی کروک سایت تی ۱ سی موجود است  ۷  اس ایی ۴ ، هاتینسونایت تی ۱پی بی ای اس ۵  اس  ۹ ، و لوراندیت تی ۱ ای اس اس  ۲ . این فلز همچنین در سولفیدهای آهن یافت شده و به عنوان یک محصول جانبی تولید اسید سولفوریک در زمانی‌که کانه‌های سولفید آهن را سرخ می‌کنند، به‌دست می‌آید. راه دیگر به‌دست آوردن این فلز از ذوب کانه‌های غنی شدهٔ سرب و روی است. دانه‌های منگنز که در بستر دریا وجود دارند نیز حاوی تالیُم هستند اما استخراج دانه‌ها بسیار هزینه‌بر بوده و به‌صورت بالقوه مخرب محیط زیست هستند. در کل چندین کانهٔ دیگر حاوی تالیُم هستند که درجهٔ غنای آنان از ۱۶٪ تا ۶۰٪ بوده و در ترکیبات سولفاید یا سلناید با آنتیموان، آرسنیک، مس، سرب و نقره یافت می‌شود ولی به ندرت به عنوان منابع تجاری این فلز محسوب می‌گردند.

## ایزوتوپ‌ها
تالیُم ۲۵ ایزوتوپ دارد که میزان حجم اتمی آنان از ۱۸۴ تا ۲۱۰ است.۲۰۳  تی ۱ و  ۲۰۵  تی۱ تنها ایزوتوپ ثابت است و  ۲۰۴  تی ۱ ثابت‌ترین رادیو ایزوتوپ با نیمه‌عمر ۷۸٫۳ سال است.

## موارد ایمنی
تالیُم و مشتقات آن بسیار سمی بوده و لازم است که با نهایت دقت با آن کار شود. خاصیت سمی بودن آن ناشی از توانایی این فلز در جایگزینی فلزهای قلیایی همانند سدیم و پتاسیم در بدن است. کل این فلزات از حالت اکسیدسازی +۱ برخوردار هستند. این جایگزینی باعث ایجاد اختلال در کارکرد بسیاری از فرایندهای سلولی خواهد بود. یون  +  تی ۱ نیز بسیار تیوفیلیک بوده و قدرت حمله به سولفور- حاوی پروتئین‌ها را دارا است (به‌عنوان مثال سولفات سیستین و فردوکسین‌ها)
خاصیت سمی بودن این فلز باعث استفاده از آن (اکنون در بسیاری از کشورها قطع شده است) در تولید مرگ موش گردید. از میان خواص سم تالیُم می‌توان به موارد ریزش مو و آسیب به محیط اطراف اعصاب (مسمومین ممکن حالت راه رفتن روی زغال داغ را تجربه کرده باشند) اشاره کرد. همچنین تماس این فلز با پوست خطرناک بوده و می‌بایست در زمان ذوب آن تهویهٔ کامل هوای محیط انجام گردد.
ترکیبات تالیُم (آی) خاصیت بسیار بالای حل شدن در آب را داراست؛ و تماس بیش از ۱٫۰ میلی‌گرم در متر مربع با پوست به‌مدت ۸ ساعت برابر با میانگین (۴۰ ساعت کار هفتگی) است. تالیُم مظنون به سرطان‌زایی در انسان است. زمانی تالیُم به‌عنوان سلاحی مؤثر در مرگ‌ومیر مطرح بود و آن زمانی بود که پادزهر آن (نیل فرنگی) هنوز کشف نگردیده بود.

## رایج‌ترین موارد استفاده
آگاتا کریستی، کسی که به عنوان داروساز فعالیت نموده بود، از تالیُم به عنوان عامل قتل در رمان داستانی کارگاهی خود با نام اسب رنگ پریده -؛ اولین کلید شناسایی روش قتل، ریزش موی مقتولان بود.
(بازرس کل) سی‌آی‌ای اعتقاد دارد که این سازمان در طرحی به منظور مسموم ساختن فیدل کاسترو از نمک تالیُم که در هنگام واکس زدن کفش‌هایش در آن قرار داده بودند، استفاده کرده تا او در اثر مجاورت با این ماده مسموم گردد. هدف این طرح آن بود که او اعتبارش را با ریزش مو و سیبل معروفش از دست بدهد، اما سفری که در نظر بود در خلال آن از این ماده استفاده شود، لغو گردید.
در سال ۱۹۵۳، کارولین گریلز استرالیایی پس از مرگ سه عضو خانواده‌اش و یک دوست خانوادگی نزدیک، به حبس ابد محکوم شد. مقامات پلیس در چایی که او برای دو نفر دیگر از اعضای خانواده برده بود، تالیُم پیدا نمودند.
رولاند مامی، یکی از رهبران درگیری‌های مسلحانه ضد استعماری کامرون ضد فرانسه در مورخه ۱۵ اکتبر سال ۱۹۶۰ به وسیلهٔ تالیُم مسموم گردید. یک مأمور امنیتی فرانسه که به کسوت خبرنگاری درآمده بود، مظنون اصلی این جنایت شناخته شد.
ادعا می‌شود که یک lبار مأموران امنیتی رژیم آفریقای جنوبی نقشه مسموم کردن نلسون ماندلا با تالیُم را در زمانی‌که در جزیره روبن زندانی بود، کشیدند. کمیسیون آشتی و راستی در مورد چگونگی نقشه مأموران در اضافه نمودن مقادیر تالیُم به داروهای وی پرده برداشت.
فیلم کتاب دستی مسموم‌گران یانگ محصول سال ۱۹۹۵، بر پایهٔ فعالیت‌های گراهام فردریک یانگ کسی که در فاصلهٔ دهه‌های ۱۹۶۰ و ۱۹۷۰ حداقل سه نفر را به وسیلهٔ تالیُم به قتل رسانده بود، ساخته شد. در همان حوالی زمانی، یک سانحهٔ مسمومیت با تالیٔم در پکن گزارش گردید. همکلاسی مقتول از طریق یوزنت، که استفاده از آن در سرزمین چین تازگی داشت، در خواست کمک نمود. تلاش‌های مشترک دارو سازان به منظور تشخیص علت توسط جراید سراسر جهان پوشش داده شد.
در ماه ژوئن سال ۲۰۰۴، ۲۵ سرباز روسی پس از مسمومیت بر اثر مجاورت تالیُم در زمانی‌که یک قوطی مشکوک حاوی پودری سفیدرنگ را در مخزن زبالهٔ پایگاهشان در خاباروفسک در خاور دور روسیه پیدا کردند، موفق به دریافت نشان افتخار جایزهٔ داروین گردیدند. سربازان بدون توجه به خطر استفاده از پودر سفید ناشناس در یک پایگاه نظامی، آن را به تنباکو اضافه و از آن به عنوان جایگزین پودر تالک استفاده نمودند.
در سال ۲۰۰۵، یک دختر ۱۷ ساله در نمازو، شیزوکا به اقدام به قتل مادر خود از طریق مسموم کردن چای وی با تالیُم اعتراف نمود که باعث بروز توجه ملی گردید.
در نوامبر سال ۲۰۰۶، گفته شد که تالیُم عامل مسمومیت الکساندر لتویننکو افسر سابق کاگ‌ب بوده است، او منتقد ولادیمیر پوتین و کسی بود که در تهیهٔ لیست تبعیدیان روسیه و از جمله بوریس برزوفسکی نقش داشت.

## سمیت
یون تالیُم دارای بار و شعاع یونی مشابه پتاسیم است؛ بنابراین اثرات سمی آن ممکن است از طریق تداخل با عملکرد بیولوژیک پتاسیم در بدن باشد. تالیُم از طریق پوست و دستگاه گوارش جذب می‌شود و بالاترین غلظت آن به‌دنبال مسمومیت در کلیه است. بسته به غلظت اولیهٔ آن، نیمه‌عمر آن در بدن ۱ تا ۳۰ روز است. آن می‌تواند از جفت عبور کند و همچنین داخل شیر مادر ترشح شود لذا می‌تواند موجب مسمومیت جنین و نوزاد شود. از مهم‌ترین علائم مسمومیت با آن آلوپسی (ریزش مو)، پلی‌نورپاتی و گاستروانتریت است. آلوپسی از ۱۰ روز پس از مواجهه می‌تواند شروع شود و پس از یک ماه کامل شود. یکی از ویژگی‌های مشخص مسمومیت با تالیُم در انسان حساسیت شدید پاها است که به‌وسیلهٔ سندرم پای سوخته (buring feet syndrom) و پارستزی دنبال می‌شود. علائم قلبی-عروقی ناشی از مسمومیت حاد با تالیُم ابتدا به شکل افت فشار خون و کاهش ضربان قلب ناشی از اثر مستقیم آن بر روی گره سینوسی- دهلیزی و ماهیچهٔ قلبی بروز می‌کند؛ و به دنبال آن این اثرات به‌وسیلهٔ فشار خون بالا و تاکی‌کاردی به‌علت دژنراسیون (تخریب) عصب واگ کامل می‌شود. نیل فرنگی داروی انتخابی توصیه شده در مسمومیت حاد و مزمن تالیُم است.